# Cosmorhoe minna
Cosmorhoe minna là một loài bướm đêm trong họ Geometridae.